# Липовка (Мордовский район)
Липовка, второе название Малая Борисовка — деревня в Мордовском районе Тамбовской области России. Входит в состав Мордовского поссовета.

## География
Деревня находится в юго-западной части региона, в лесостепной зоне, в пределах Окско-Донской низменной равнины, на берегах реки Малый Эртиль, в 10 км к югу от посёлка Мордово и в 95 км к юго-западу от Тамбова. Граничит с селом Борисовка.

### Гидрографическая сеть
Через село протекает малый водоток, впадающий в Малый Эртиль. Сама река на восточной окраине деревни запружена.

### Климат
Климат умеренно континентальный, относительно сухой, с холодной продолжительной зимой и тёплым летом. Средняя температура воздуха самого холодного месяца (января) — − −10,6 °C (абсолютный минимум — −39 °C); самого тёплого месяца (июля) — 20,6 °C (абсолютный максимум — 40 °С). Продолжительность периода с положительной температурой колеблется от 145 до 150 дней. Среднегодовое количество атмосферных осадков составляет 450—475 мм, из которых большая часть выпадает в тёплый период. Снежный покров держится в течение 135 дней.

## Население
| 2010 |
| ---- |
| 11   |

## Транспорт
Село доступно по просёлочным дорогам.